# مقاطعة تانغيباهوا (لويزيانا)
مقاطعة تانغيباهوا (بالإنجليزية: Tangipahoa Parish, Louisiana)‏ هي إحدى مقاطعات ولاية لويزيانا في الولايات المتحدة. تأسست سنة 1869، وتبلغ مساحتها 2132 كم2، بلغ عدد سكانها 121097 نسمة في عام 2010 حسب إحصاء مكتب تعداد الولايات المتحدة وتصل الكثافة السكانية فيها 49 نسمة/كم2.

## وصلات خارجية
- www.tangipahoa.org
- United States Counties